# 盧·懷泰克
小路易斯·羅德曼·懷泰克（英語：Louis Rodman Whitaker Jr.，1957年5月12日—），綽號「Sweet Lou」，為美國職棒大聯盟的二壘手，職業生涯都效力於底特律老虎，他在1978年拿下美聯新人王。生涯入選過5次明星賽，3次金手套獎和4次銀棒獎。他和隊友艾蘭·川默成為大聯盟同隊最久的二游搭檔(19個賽季)。

## 職業生涯

### 生涯初期
1975年大聯盟選秀，老虎隊在第五輪選進懷泰克。該年他加入新人聯盟，並在隔年升上1A，還成為聯盟的MVP。1977年，懷泰克升上2A。他在2A繳出2成80的打擊率後，在9月份登上大聯盟。1987年，他繳出2成85的打擊率，並跑回71分與20次盜壘成功，成功拿下美聯新人王。

### 1980年代
懷泰克在生涯初期的打擊能力並不出色，單季全壘打數都不超過5支。到了1983年，他的打擊率為3成20，並敲出生涯新高的12轟與72分打點。他在這年首度入選明星賽，並拿下首座金手套獎和銀棒獎。1984年，他的打擊率為2成89，並敲出13轟。他再次拿下金手套獎和銀棒獎。老虎隊在這年闖進世界大賽，而懷泰克在世界大賽的打擊率為2成78。就在老虎隊封王的那天，懷泰克的二女兒也出生了。
1985年，懷泰克敲出21轟，成為老虎隊史二壘手單季全壘打王。1986年，老虎隊達成內野手四人都敲出單季20轟的創舉。1987年，他跑回生涯新高的110分，並拿下第四座銀棒獎。
1989年，懷泰克敲出生涯新高的28轟與85分打點。目前他仍是老虎隊史單季全壘打數最高的二壘手。

### 1990年代
1990年，儘管懷泰克繳出生涯新低的2成37打擊率，但依舊無損他的守備價值。他整季僅發生6次失誤。1991年，懷泰克敲出23轟，90次保送寫下個人新高。他的OPS也來到個人新高的.881。1992年，他同年完成了生涯2000場出賽，2000支安打與200轟。
1995年，懷泰克在繳出生涯新高.890的OPS後宣布退休。事實上，他在退休前三年，OPS數據都年年在進步。

## 生涯打擊成績
| 出賽次數 | 打席 | 打數 | 得分 | 安打 | 二安 | 三安 | 全壘打 | 打點 | 盜壘 | 保送 | 三振 | 打擊率 | 上壘率 | 長打率 | OPS  |
| -------- | ---- | ---- | ---- | ---- | ---- | ---- | ------ | ---- | ---- | ---- | ---- | ------ | ------ | ------ | ---- |
| 2390     | 9967 | 8570 | 1386 | 2369 | 420  | 65   | 244    | 1084 | 143  | 1197 | 1099 | .276   | .363   | .426   | .789 |

## 軼事
1985年明星賽，懷泰克在開打前忘記帶上他的球衣。最後他獲得一頂網狀帽和一件空白球衣，並在背後用奇異筆寫上背號。目前這件球衣在史密森尼博物館內保藏。

## 紀念
2013年1月，老虎隊的內野手荷西·伊格萊西亞斯宣布他在新賽季會穿上1號球衣，當時引發了輿論譁然。因為這是懷泰克退休後首次有人穿上1號球衣。2019年，喬許·哈里森也穿上1號球衣以茲尊敬。2019年12月17日，老虎隊宣布懷泰克的1號球衣要在2020年8月29日退休。不過因為COVID-19疫情肆虐，導致球衣退休日延後到2022年。
懷泰克在2001年首度獲得名人堂票選資格，但他僅獲得15票。當時可說是跌破許多人的眼鏡，甚至連棒球數據專家Bill James都沒料到懷泰克會獲得如此低的得票率。2020年，懷泰克被今日年代委員會引薦至名人堂票選，不過他的得票率只有37.5%。

## 外部連結
- 球員資訊和成績在MLB，ESPN，Baseball-Reference，Fangraphs（英文）
- 盧·懷泰克在台灣棒球維基館上的頁面（繁體中文）